# Вшебори (Підляське воєводство)
Вшебори (пол. Wszebory) — село в Польщі, у гміні Кольно Кольненського повіту Підляського воєводства.
Населення — 85 осіб (2011).
У 1975-1998 роках село належало до Ломжинського воєводства.

## Демографія
Демографічна структура станом на 31 березня 2011 року:
|          | Загалом | Допрацездатний вік | Працездатний вік | Постпрацездатний вік |
| -------- | ------- | ------------------ | ---------------- | -------------------- |
| Чоловіки | 38      | 11                 | 21               | 6                    |
| Жінки    | 47      | 13                 | 24               | 10                   |
| Разом    | 85      | 24                 | 45               | 16                   |